# Nidec-PSA emotors
Nidec-PSA emotors est une coentreprise créée par le groupe PSA et la filiale Leroy-Somer du fabricant japonais de moteurs électriques Nidec le 22 mai 2018.

## Historique
Les premiers moteurs seront intégrés dans la plate-forme PSA eVMP en 2023 pour la Peugeot 3008 de troisième génération.
Les motorisations Emotors équiperont également la Peugeot 208 II lors de son restylage au printemps 2023.
La troisième génération de la Peugeot 308 III recevra au printemps 2023 une motorisation de 156 ch (nom de code M3) totalement inédite, développée dans le cadre de la co-entreprise Nidec-PSA emotors.

## Activité
Cette coentreprise a pour objectif la conception, le développement, la fabrication et la vente de moteurs de traction électriques qui seront produits à l'usine de Trémery, en Moselle, pour être ensuite intégrés dans les véhicules hybrides électriques et les véhicules électriques du groupe Stellantis.

## Données financières
Les deux groupes investiront 220 millions d’euros dans la mise en place de cette coentreprise.